# SM-sarja 1972/73
Die Saison 1972/73 war die 42. Spielzeit der finnischen SM-sarja. Meister wurde zum ersten Mal in der Vereinsgeschichte überhaupt Jokerit Helsinki. SaiPa Lappeenranta stieg in die 2. Liga ab.

## Modus
In der Hauptrunde absolvierte jede der zehn Mannschaften insgesamt 36 Spiele. Der Erstplatzierte der Hauptrunde wurde Meister. Der Letztplatzierte der Hauptrunde stieg in die 2. Liga ab. Für einen Sieg erhielt jede Mannschaft zwei Punkte, bei einem Unentschieden gab es einen Punkt und bei einer Niederlage null Punkte.

## Hauptrunde

### Tabelle
|     | Klub               | Sp | S  | U  | N  | Tore    | Punkte |
| --- | ------------------ | -- | -- | -- | -- | ------- | ------ |
| 1.  | Jokerit Helsinki   | 36 | 29 | 3  | 4  | 293:86  | 61     |
| 2.  | HIFK Helsinki      | 36 | 23 | 8  | 5  | 170:111 | 54     |
| 3.  | Tappara Tampere    | 36 | 24 | 3  | 9  | 206:94  | 51     |
| 4.  | Ilves Tampere      | 36 | 28 | 3  | 15 | 150:129 | 39     |
| 5.  | HJK Helsinki       | 36 | 15 | 8  | 13 | 142:134 | 38     |
| 6.  | Koo-Vee            | 36 | 13 | 5  | 18 | 120:135 | 31     |
| 7.  | Ässät Pori         | 36 | 10 | 10 | 16 | 136:160 | 30     |
| 8.  | TuTo Hockey        | 36 | 12 | 6  | 18 | 112:150 | 30     |
| 9.  | TPS Turku          | 36 | 9  | 5  | 22 | 126:182 | 23     |
| 10. | SaiPa Lappeenranta | 36 | 1  | 1  | 34 | 100:274 | 3      |

Sp = Spiele, S = Siege, U = Unentschieden, N = Niederlagen